# Хілодові
Хілодові (Chilodidae) — невелика родина родина харациноподібних прісноводних риб, що включає лише 8 дійсних видів.
1950 року Генрі Від Фаулер виправив оригінальну назву Chilodinae на Chilodontinae, й таке написання стало загальноприйнятим. Проте з часом була виявлена омонімія між назвами родин Chilodontidae  Bronn, 1859 (типовий рід Chilodon  Ehrenberg, 1834, Війчасті), Chilodontinae  Eigenmann, 1910 (типовий рід Chilodus  Müller & Troschel, 1844, Риби) та Chilodontinae  Wenz, 1938 (типовий рід Chilodonta  Étallon, 1859, Черевоногі). Міжнародна комісія із зоологічної номенклатури розглянула цю ситуацію й визнала назву війчастих Chilodontidae  Bronn, 1859 недійсною, а для родини риб повернула назву Chilodinae  Eigenmann, 1910.
До складу родини хілодових входять 2 роди:
- Caenotropus  Günther, 1864
- Chilodus  Müller & Troschel, 1844

Ці риби широко розповсюджені в північній частині Південної Америки на схід від Анд, водяться в басейнах річок Ориноко та Амазонка, в річках Гвіани, а також у басейні річки Парнаїба на північному сході Бразилії. Окремі види зазвичай обмежені басейнами певних річок, але існує значне перекриття ареалів представників родів Caenotropus та Chilodus.
Найближчими родичами хілодових є представники родин Anostomidae, Curimatidae та Prochilodontidae, разом вони утворюють надродину Anostomoidea. Монофілія Anostomoidea була підтверджена як морфологічними, так і молекулярними даними. Проте молекулярна топологія дещо відрізняється від морфологічної гіпотези стосовно внутрішніх зв'язків. Зокрема молекулярні дані свідчать про тісніший зв'язок Chilodidae з Curimatidae, а не з Anostomidae. Також вони вказують на наявність криптичного біорізноманіття та деяку таксономічну невизначеність у складі родини хілодових.
Наявні дані не дозволяють визначити час різних подій видоутворення в складі родини Chilodidae, хоча деякі з них вказують на те, що хілодові відкололися від своєї сестринської групи Anostomidae до останнього підняття Анд у добу міоцену.
Хілодові — риби малого та середнього розміру, максимальна стандартна (без хвостового плавця) довжина 25,3 см (Caenotropus labyrinthicus). Тіло видовжене, з піднятою спиною.
Представники родини мають значно збільшену верхню щелепу, передщелепна кістка, навпаки, мала як для харациноподібних, безперервний ряд дрібних зубів уздовж верхньої щелепи рухомо прикріплений до губ, сама ж верхня щелепа беззуба. Рот сисний, з м'ясистими губами, нижній у представників роду Caenotropus, кінцевий або верхній — у Chilodus. Хілодові легко діагностуються за шостою лускою в бічній лінії, значно меншою за інші. Всього в бічній лінії 25–31 луска, 7–10 розгалужених променів спинного плавця. Низка унікальних модифікацій грудного пояса, осьового скелета, передніх ребер та пов'язаних із ними тканин обумовлена косою орієнтацією тіла хілодових під час плавання. Крім того, представники родини мають модифікований глотковий апарат, сильно модифіковані зяброві дуги та великий спіралеподібний надзябровий орган, з чим пов'язані численні перебудови кісток, хрящів та м'яких тканин.
Хілодові зустрічаються в різних типах водойм. Деякі види (наприклад, Caenotropus mestomormatus, C. maculosus) живуть виключно в чорних водах, інші (наприклад, Chilodus frittilus) зустрічаються як у чорних, так і в білих та прозорих водах. Харчуються водними безхребетними, детритом та прісноводними губками. Характерною ознакою представників родини є коса постава тіла головою вниз під час плавання та відпочинку, при цьому риби нахиляють голову вниз під кутом приблизно 60-70° до дна. Цією звичкою пояснюється англійська просторічна назва цих риб — Headstanders, яка буквально означає «ті, що стоять на голові».
Представники роду Chilodus присутні в торгівлі акваріумними рибами. Найвідомішим серед них є Chilodus punctatus. Їх цінують за цікаве плямисте забарвлення й незвичну поведінку.